# Paszer (polgármester, III. Ramszesz)
Paszer ókori egyiptomi hivatalnok volt a XX. dinasztia idején; Théba polgármestere III. Ramszesz uralkodása alatt.
Paszer mindeddig kizárólag kápolnájának díszített építőköveiről ismert. Az épület maradványait III. Ramszesz halotti templomától, Medinet Habutól nyugatra találták meg; itt számos kápolna épült vályogtéglából, melyek belsejét díszített kőtáblákkal rakták ki. Ezek a kápolnák a legmagasabb rangú tisztségviselők számára készültek, akiket az a megtiszteltetés ért, hogy kápolnájuk a király halotti temploma mellett épülhet fel, nem sokkal később azonban lerombolták őket és köveiket más építkezésekhez használták fel. Paszer kápolnájának számos köve a nyugati erődített kapu kövezetéhez lett felhasználva, majd a kapu pusztulása után közeli sírokhoz használták fel őket. Bár minden jelenet nem rekonstruálható teljes egészében, van közte, ami igen. Az I. fal Paszer hivatalnoki tevékenységének jeleneteit mutatja; itt számos címet visel, köztük „a város (Théba) polgármestere”, „Ámon ünnepségeinek vezetője” és „a város háznagya”. Egy másik falon vallási jelenetek láthatóak, köztük Szokar ünnepe és a neszmet-bárka útja. Paszer feleségét Titinek hívták.

## Fordítás
- Ez a szócikk részben vagy egészben  a   Paser (mayor under Ramses III) című angol Wikipédia-szócikk ezen változatának fordításán alapul.  Az eredeti cikk szerkesztőit annak laptörténete sorolja fel. Ez a jelzés csupán a megfogalmazás eredetét és a szerzői jogokat jelzi, nem szolgál a cikkben szereplő információk forrásmegjelöléseként.